# Moth international
Moth International - klasa jednoosobowych jachtów żaglowych regatowych o otwartej specyfikacji, która ma bardzo ograniczone wymagania, dotyczące jedynie maksymalnej długości jednostki, wysokości masztu, powierzchni ożaglowania, jednego kadłuba i kilku punktów dotyczących bezpieczeństwa. Całe przepisy mieszczą się na 6 stronach, a dokumentacja techniczna to mniej niż 3 strony.
Jacht posiada specjalną płetwę mieczową oraz sterową w kształcie odwróconej litery „T”. Poziome części płetw posiadają płat nośny, który umożliwia otrzymanie odpowiednio dużej siły nośnej przy wietrze już 2-3°B i podniesienie kadłuba jachtu ponad poziom powierzchni wody. Dzięki wynurzeniu kadłuba zanikają praktycznie opory lepkościowe oraz znacznie zmniejszają się opory tarcia, dzięki czemu jacht może płynąć szybciej. Taki rodzaj jachtu to wodolot. Wysokość kadłuba nad powierzchnia wody jest regulowany automatycznie za pomocą niewielkiej lotki na płacie umiezczonym na mieczu. Starsze łodki posiadają również manualnie sterowaną lotkę na płetwie sterowej, ale aktualnie nie jest to używane, ponieważ kąt natarcia płatów w całości można zmieniać przenosząc ciężar ciała wzdłuż osi łódki. Kadłub jachtu najczęściej jest wykonany z włókna węglowego, czasem zdarzają się wyknane z włókna szklanego.

## Rozwój klasy
Moth International stał się bardzo pomyślnie przyjętą klasą wodolotową na całym świecie, a wywodzi się z Australii, gdzie jest bardzo popularna. Mistrzostwa Świata IMCA są organizowane najczęściej w Australii i Nowej Zelandii, Stanach Zjednoczonych oraz Europie i Japonii. Dzisiaj jest to jedna z najbardziej rozwijających się klas regatowych na świecie pod względem konstrukcji całego jachtu. O miano najlepszego jachtu walczy wielu producentów, z których najwięksi to Mach2Boats oraz Bladerider - Australia i Chiny, Aardvark Boats - Wielka Brytania, Assassin - Nowa Zelandia. Nowa łódź to wydatek od $13,000 do $17,000